# Ixora lebangharae
Ixora lebangharae är en måreväxtart som beskrevs av Cornelis Eliza Bertus Bremekamp. Ixora lebangharae ingår i släktet Ixora och familjen måreväxter. Inga underarter finns listade i Catalogue of Life.